# Технеций
| 43     | Технеций |
| Tc(98) |          |
| 4d65s1 |          |

Техне́ций (химический символ — Tc, от лат. Technetium) — химический элемент 7-й группы (по устаревшей классификации — побочной подгруппы седьмой группы, VIIB), пятого периода периодической системы химических элементов Д. И. Менделеева, с атомным номером 43.
Простое вещество технеций — радиоактивный переходный металл серебристо-серого цвета. Самый лёгкий элемент, не имеющий стабильных изотопов. Первый из синтезированных химических элементов. Причина нестабильности элемента со столь малым номером состоит в том, что в соответствии с правилом запрета Маттауха — Щукарева каждый его изотоп относительно быстро распадается с образованием атома соседнего элемента.
Только около 18 000 тонн естественно образовавшегося технеция могло быть найдено в любой момент времени в земной коре до начала ядерной эры. Природный технеций является продуктом самопроизвольного деления урановой руды и ториевой руды или продуктом захвата нейтронов в молибденовых рудах. Наиболее распространённым природным изотопом является 99Tc. Весь остальной технеций на Земле произведён синтетически как продукт деления урана-235 и других делящихся ядер в ядерных реакторах всех типов (энергетических, военных, исследовательских и т. п.) и в случае переработки отработанного ядерного топлива извлекается из ядерных топливных стержней. Либо, при отсутствии переработки, обеспечивает их остаточную радиоактивность 2 млн и более лет.

## История

### Поиски элемента 43
С 1860-х по 1871 год ранние формы периодической таблицы, предложенные Дмитрием Менделеевым, содержали разрыв между молибденом (элемент 42) и рутением (элемент 44). В 1871 году Менделеев предсказал, что этот недостающий элемент займёт пустующее место под марганцем и будет иметь аналогичные химические свойства. Менделеев дал ему предварительное название «экамарганец», потому что предсказанный элемент был на одно место ниже известного элемента марганец. Многие ранние исследователи до и после публикации периодической таблицы стремились первыми открыть и назвать недостающий элемент.
Немецкие химики Вальтер Ноддак, Отто Берг и Ида Такке сообщили об открытии 75-го и 43-го элемента в 1925 году и назвали элемент 43 мазурием (в честь Мазурии в восточной Пруссии, ныне в Польше, регионе, где родилась семья Вальтера Ноддака). Группа бомбардировала колумбит пучком электронов и определила присутствие 43-го элемента, изучив рентгеновские эмиссионные спектрограммы. Длина волны испускаемого рентгеновского излучения связана с атомным номером соотношением формулы, выведенной Генри Мозли в 1913 году. Команда утверждала, что обнаружила слабый рентгеновский сигнал на длине волны, создаваемой 43-м элементом. Более поздние экспериментаторы не смогли повторить открытие, и на многие годы оно было отклонено как ошибочное. Тем не менее, в 1933 году в серии статей об открытии 43-го элемента элемент назывался мазурием. Вопрос о том, действительно ли команда Ноддак в 1925 году открыла 43-й элемент, всё ещё обсуждается.
C развитием ядерной физики стало понятно, почему технеций никак не удаётся обнаружить в природе: в соответствии с правилом Маттауха-Щукарева этот элемент не имеет стабильных изотопов. Технеций был синтезирован из молибденовой мишени, облучённой на ускорителе-циклотроне ядрами дейтерия в Национальной лаборатории им. Лоуренса в Беркли в США, а затем был обнаружен в Палермо в Италии: 13 июня 1937 года датируется заметка итальянских исследователей К. Перрье и Э. Сегре в журнале «Nature», в которой указано, что в этой мишени содержится элемент с атомным номером 43. Название «технеций» новому элементу было предложено первооткрывателями в 1947 году. До 1947 года помимо предложенного Д. И. Менделеевым названия «эка-марганец» (то есть, «следующий за марганцем») применялось также название «мазурий» (лат. Masurium, обозначение — Ma).
В 1952 году Пол Меррилл открыл набор линий поглощения (403,1 нм, 423,8 нм, 426,2 нм, и 429,7 нм), соответствующий технецию (точнее, изотопу 98Tc), в спектрах некоторых звёзд S-типа, в частности, хи Лебедя, AA Лебедя, R Андромеды, R Гидры, омикроне Кита и особенно интенсивные линии — у звезды R Близнецов, это означало, что технеций присутствует в их атмосферах, и явилось доказательством происходящего в звёздах ядерного синтеза, ныне подобные звёзды называются технециевыми звёздами.

## Происхождение названия
От др.-греч. τεχνητός — искусственный, отражает открытие элемента путём синтеза.

## Нахождение в природе
На Земле до создания атомной промышленности встречался только в следовых количествах в молибденовых рудах (как продукт активации молибдена космическими лучами) и в  урановых рудах, 5⋅10−10 г на 1 кг урана, как продукт спонтанного деления урана-238. В настоящее время является значимым компонентом радиоактивных отходов, накапливается ежегодно в количестве более 10 тонн/год. В России и в других странах, занимающихся переработкой ядерного топлива АЭС и пропульсационных  атомных реакторов, существуют программы по снижению мобильности технеция , либо по его реакторной ядерной трансмутации в стабильный рутений-100.
В естественном ядерном реакторе деления Окло имеются доказательства того, что за время его работы значительные количества технеция-99 были произведены и с тех пор естественным образом распались до рутения-99.
Методами спектроскопии выявлено содержание технеция в спектрах некоторых звёзд — красных гигантов (технециевые звёзды), что заставило астрономов скорректировать теорию развития вселенной. 

## Физические свойства
Полная электронная конфигурация атома технеция: 1s22s22p63s23p63d104s24p64d55s2
Технеций — радиоактивный переходный металл. В компактном виде он — металл серебристо-серого цвета с гексагональной решёткой (a = 2,737 Å, с = 4,391 Å),тогда как нанодисперсный металл, образующийся при восстановлении на высокодисперсном носителе или при электролитическом осаждении на поверхности фольги (a = 3.7 — 3.9 Å) en:Technetium.
С спектре ЯМР-Tc-99 нанодисперсного технеция отсутствует расщепление полосы поглощения , в то время как гексагональный объемный технеций имеет спектр Tc-99-ЯМР, разделенный на 9 сателлитов. Атомарный технеций имеет характерные линии излучения на длинах волн 363,3 нм, 403,1 нм, 426,2 нм, 429,7 нм и 485,3 нм . Благодаря высокой механической прочности и высокой температуре плавления является хорошим материалом для мишеней при облучении в реакторе  или на ускорителе . При невысоком атомном номере его плотность выше, чем у свинца.

## Химические свойства
Находясь в седьмой группе периодической системы Д. И. Менделеева, технеций по химическим свойствам немного похож на марганец и довольно близок к рению. В соединениях проявляет девять целочисленных степеней окисления от −1 до +7 и ещё 5 дробных (таких как 2,5, 1,81, 1,67, 1,625, 1,5), характерных для кластерных соединений технеция (с обобществлённой системой атомов металл-металл, связанных, тем не менее, с другими лигандами). При взаимодействии с водородом при высоком давлении образует гидрид TcH1,3. При взаимодействии с кислородом образует оксиды Tc2O7 и TcO2. Пример: 
{\displaystyle {\ce {Tc + O2 ->[t] TcO2}}}
С хлором, бромом и фтором — галогениды TcX6, TcX5, TcX4, TcX3, TcX которые в среде соответствующих галогеноводородных кислот образуют комплексные соединения вида Me2TcX6, Me2Tc2X6, Me3Tc2X8, Me3Tc6X14, где Me — катион. C серой образует сульфиды TcS2 и [Tc3(μ3-S)(μ2-S2)3(S2)(3n −1)/n)]n. Технеций входит в состав координационных и элементоорганических соединений. Образует полиоксотехнетаты — новый подкласс неорганических соединений, относящийся к классу полиоксометаллатов, и имеющий состав (H7O3)4Tc20O68·4H2O.
В ряду напряжений технеций стоит правее водорода, между медью и рутением. Он не реагирует с соляной, но легко растворяется в азотной кислоте. В таких кислотах, как серная или фосфорная, технеций растворяется только в присутствии окислителя, например — перекиси водорода, обычно, в водных растворах, с образованием пертехнетата, однако в неводных средах, в зависимости от условий, образует пероксоанионы, пероксид технеция, или дипероксотехнециевую кислоту. Пример: 
{\displaystyle {\ce {Tc + 7HNO3 -> HTcO4 + 7NO2 + 3H2O}}}
В рамках университетских курсов для определения степени окисления технеция в соединениях рекомендовано использовать сложные теории строения молекул, например, теорию молекулярных орбиталей или ab initio квантовохимические методы, которые позволяют более точно оценивать конфигурации атомов технеция в молекулах и распределение зарядов в них без привлечения сравнительно устаревших понятий валентности и степени окисления. Строение многих сложных химических соединений можно объяснить только с использованием современных квантовохимических методов, например кластерный хлорид технеция [(CH3)4N]3[Tc6Cl14], в котором 6 из 14 атомов хлора формально двухвалентны, а степени окисления — дробные.

## Получение
Технеций получают из радиоактивных отходов химическим способом; для его выделения используются химические процессы со множеством трудоёмких операций, большим количеством реагентов и отходов. В России первый технеций был получен в работах Анны Фёдоровны Кузиной совместно с работниками ПО «Маяк». 
Кроме урана-235, технеций образуется при делении нуклидов 232Th, 233U, 238U, 239Pu.
Суммарное накопление во всех действующих на Земле реакторах за год составляет более 10 тонн.

## Изотопы
Радиоактивные свойства некоторых изотопов технеция:
| Изотоп (m - изомер) | Период полураспада | Тип распада                                                 |
| ------------------- | ------------------ | ----------------------------------------------------------- |
| 92                  | 4,3 мин            | β+, электронный захват                                      |
| 93m                 | 43,5 мин           | Электронный захват (18%), изомерный переход (82%)           |
| 93                  | 2,7 ч              | Электронный захват (85%), β+ (15%)                          |
| 94m                 | 52,5 мин           | Электронный захват (21%), изомерный переход (24%), β+ (55%) |
| 94                  | 4,9 ч              | β+ (7%), электронный захват (93%)                           |
| 95m                 | 60 сут             | Электронный захват, изомерный переход (4%), β+              |
| 95                  | 20 час             | Электронный захват                                          |
| 96m                 | 52 мин             | Изомерный переход                                           |
| 96                  | 4,3 сут            | Электронный захват                                          |
| 97m                 | 90,5 сут           | Изомерный переход                                           |
| 97                  | 4,21⋅106 лет       | Электронный захват                                          |
| 98                  | 4,2⋅106 лет        | β−                                                          |
| 99m                 | 6,04 ч             | Изомерный переход                                           |
| 99                  | 2,111⋅105 лет      | β−                                                          |
| 100                 | 15,8 с             | β−                                                          |
| 101                 | 14,3 мин           | β−                                                          |
| 102                 | 4,5 мин / 5 с      | β− / γ/β−                                                   |
| 103                 | 50 с               | β−                                                          |
| 104                 | 18 мин             | β−                                                          |
| 105                 | 7,8 мин            | β−                                                          |
| 106                 | 37 с               | β−                                                          |
| 107                 | 29 с               | β−                                                          |

## Применение
Широко используется в ядерной медицине для исследований мозга, сердца, щитовидной железы, лёгких, печени, жёлчного пузыря, почек, костей скелета, крови, а также для диагностики опухолей в компьютерной томографии. Для применения технеция разрабатываются различные радиофармацевтические препараты, причем для изменения липофильности и специфической органотропности варьируют длину углеводородного заместителя, которая также влияет на стабильность и межмолекулярные взаимодействия внутри кристаллов РФП, .
Пертехнетаты (соли технециевой кислоты HTcO4) обладают антикоррозионными свойствами, так как ион TcO4−, в отличие от ионов MnO4− и ReO4−, является самым эффективным ингибитором коррозии для железа и стали.
Технеций может быть использован как ресурс для получения рутения, если после выделения из ОЯТ его подвергнуть ядерной трансмутации .

## Биологическая роль
Как элемент, практически отсутствующий на Земле, технеций не играет естественной биологической роли.
С химической точки зрения технеций и его соединения малотоксичны. Опасность технеция вызывается его радиотоксичностью.
Технеций при введении в организм распределяется по разному, в зависимости от химической формы, в которой он вводится. Возможна адресная доставка технеция в один конкретный орган при использовании специальных радиофармпрепаратов . Это является основой его широчайшего применения в радиодиагностике — ядерной медицине.
Простейшая форма технеция — пертехнетат — при введении попадает почти во все органы, но в основном задерживается в желудке и щитовидной железе. Поражения органов из-за его мягкого β-излучения с дозой до 0,000001 Р/(ч·мг) никогда не наблюдалось.
При работе с технецием используются вытяжные шкафы с защитой от его β-излучения или герметичные боксы.
Будучи близок к благородным металлам технеций мало поддается коррозии, а при биообрастании зафиксировано его способность к самоочищению вследствие радиотоксического действия на биоту.